# Rengsdorf (Verbandsgemeinde)
Pour les articles homonymes, voir Rengsdorf (homonymie).
Rengsdorf fut une Verbandsgemeinde (collectivité territoriale) de l'arrondissement de Neuwied dans la Rhénanie-Palatinat en Allemagne. Le siège de cette Verbandsgemeinde se trouva dans la ville de Rengsdorf. Elle fut dissoute au 1er janvier 2018 et les communes qui la constituèrent jusqu’à cette date, furent alors intégrées dans une collectivité territoriale plus grande et nouvellement créée, la Verbandsgemeinde Rengsdorf-Waldbreitbach.
La Verbandsgemeinde de Rengsdorf consista en cette liste d'Ortsgemeinden (municipalités locales):

Localisation de la Verbandsgemeinde de Rengsdorf dans l'arrondissement de Neuwied

1. Anhausen
2. Bonefeld
3. Ehlscheid
4. Hardert
5. Hümmerich
6. Kurtscheid
7. Meinborn
8. Melsbach
9. Oberhonnefeld-Gierend
10. Oberraden
11. Rengsdorf
12. Rüscheid
13. Straßenhaus
14. Thalhausen